# Tây Nam Hoa Kỳ

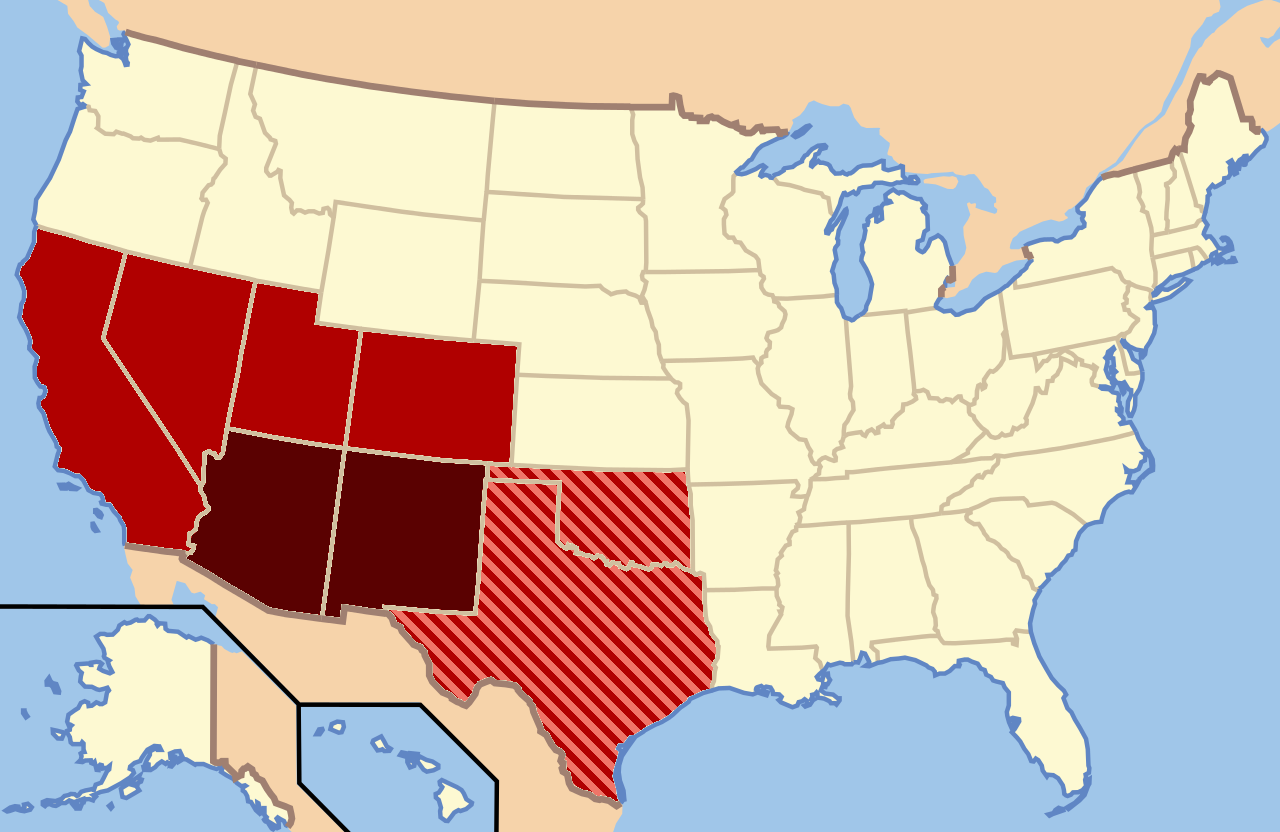
Định nghĩa về vùng này thì thay đổi theo các nguồn. New Mexico và Arizona (màu đỏ sẩm) luôn được xem là hạt nhân của vùng Tây Nam hiện đại trong khi đó các tiểu bang màu đỏ sọc có thể hoặc không được xem là thuộc vùng này. California thường không được tính. Texas và Oklahoma (màu xanh) thường được xem vừa là thuộc Nam Hoa Kỳ và Tây Nam Hoa Kỳ.

Tây Nam Hoa Kỳ (tiếng Anh: Southwestern United States, còn gọi là American Southwest) được định nghĩa là các tiểu bang nằm ở phía tây Sông Mississippi và có một giới hạn ranh giới nào đó ở phía bắc, ví dụ như các vĩ tuyến 37, 38, 39 hay 40 độ bắc. Kinh tuyến 97,33 độ tây được dùng để phân chia Tây Nam ra khỏi Nam Hoa Kỳ. 
Trong lịch sử, Tây Nam Hoa Kỳ bắt đầu ở phía viễn tây của thành phố Fort Worth, 10 dặm Anh về phía đông của khu vực trung tâm của thành phố Austin, và 55 dặm Anh về phía đông của khu vực trung tâm của thành phố San Antonio. Tuy nhiên một số nguồn lại đặt ranh giới của vùng này xa hơn về hướng tây và xếp phần lớn Texas và Oklahoma thành một tiểu vùng "tây nam" của chính Nam Hoa Kỳ và vì thế tách chúng ra khỏi các tiểu bang khác thường được xem là các tiểu bang Tây Nam.
Tây Nam Hoa Kỳ rất đa chủng với con số đáng kể dân số người Mỹ gốc châu Âu và người Mỹ gốc Hispanic ngoài ra còn có người Mỹ gốc châu Phi, người Mỹ gốc châu Á và người bản thổ Mỹ.
Vùng này cũng có những thành phố và vùng đô thị lớn. Tuy nhiên vùng này có mật độ dân số thưa ở những khu vực nông thôn. Houston, Dallas, Phoenix và San Antonio là trong số 10 thành phố đông dân hàng đầu tại Hoa Kỳ. Nhiều tiểu bang trong vùng này như Arizona, Nevada, New Mexico và Texas có sự tăng dân số cao nhất tại Hoa Kỳ. Các khu đô thị trong vùng này như Albuquerque, Austin, Las Vegas, Phoenix, Tucson và El Paso là một số thành phố phát triển nhanh nhất tại Hoa Kỳ.